# 괴체나무
괴체나무(Goetze--, 학명: Goetzea elegans 고이트제아 엘레간스[*])는 가지과의 나무(교목 또는 관목)이다. 푸에르토리코에 분포하며, 현지에서는 "마타부에이(mata-buey)"라는 이름으로 불리기도 한다.

## 사진

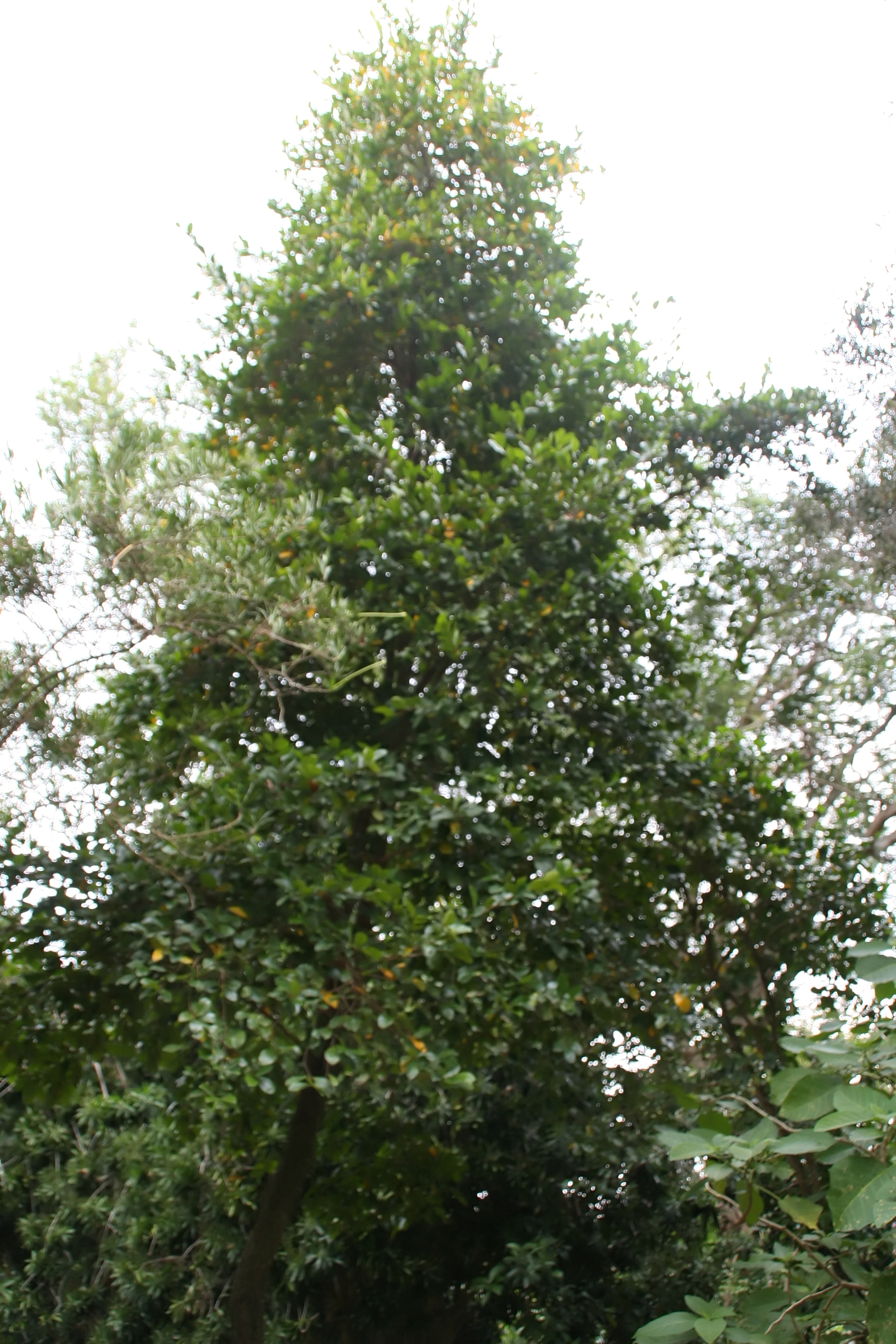
나무
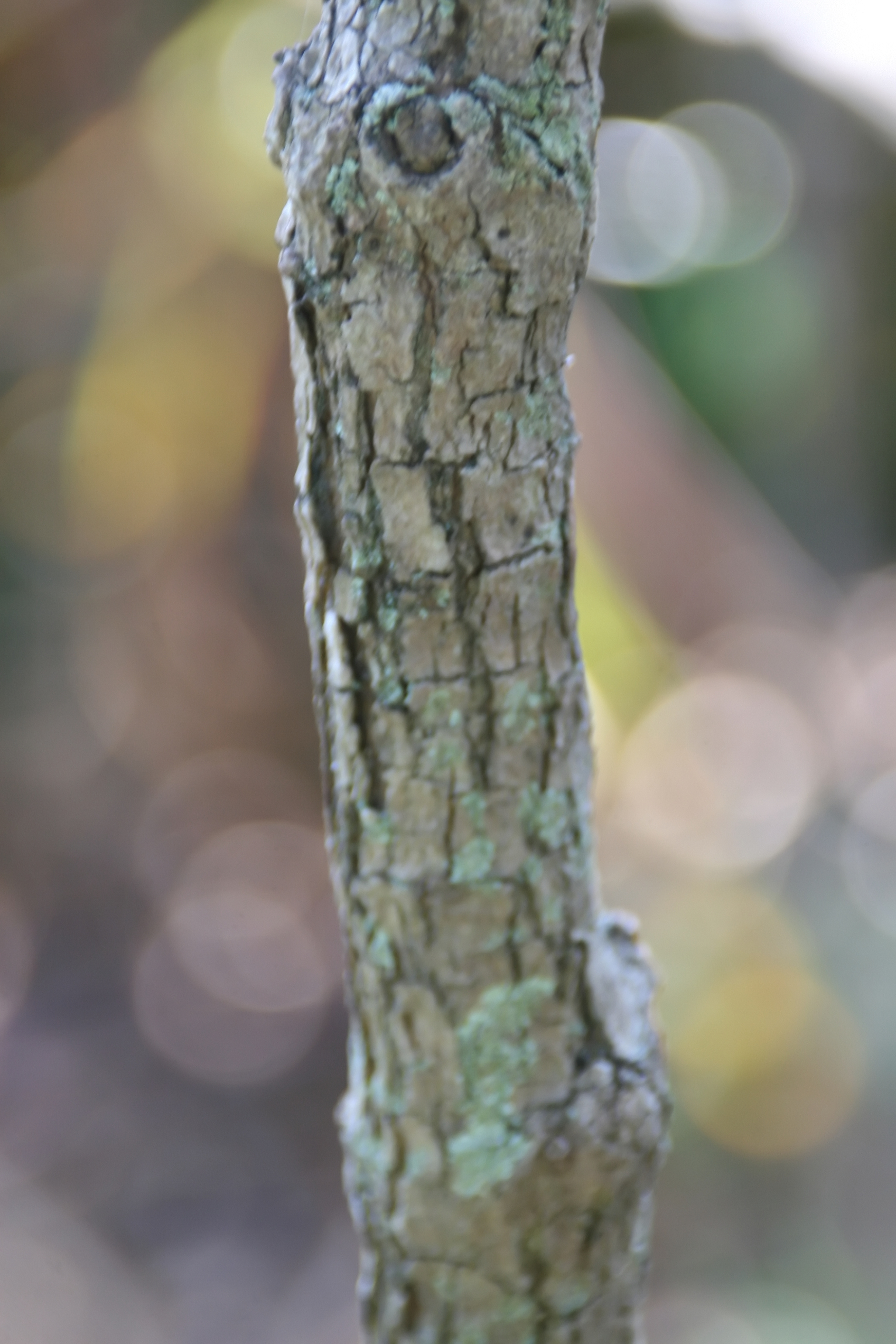
줄기
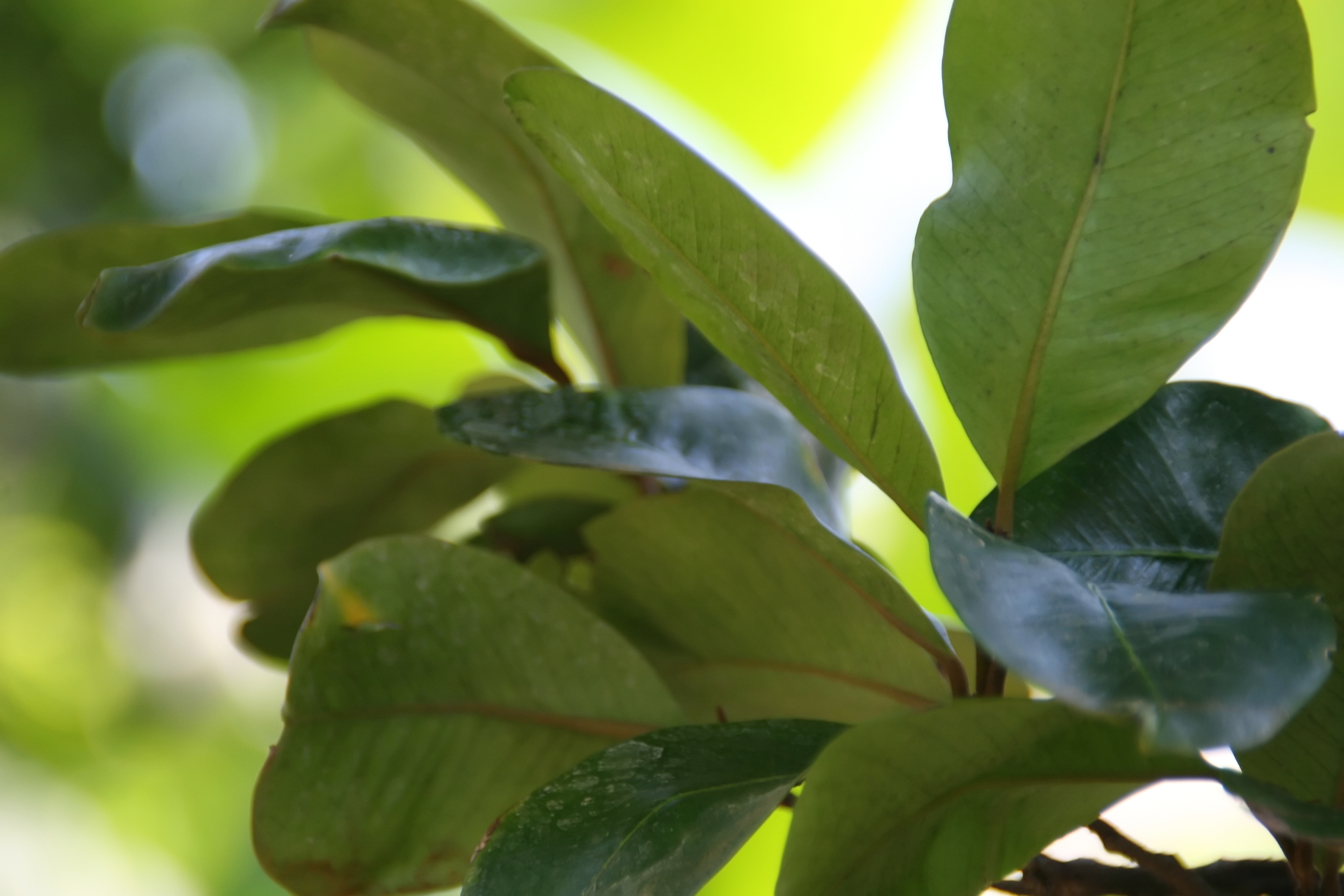
잎
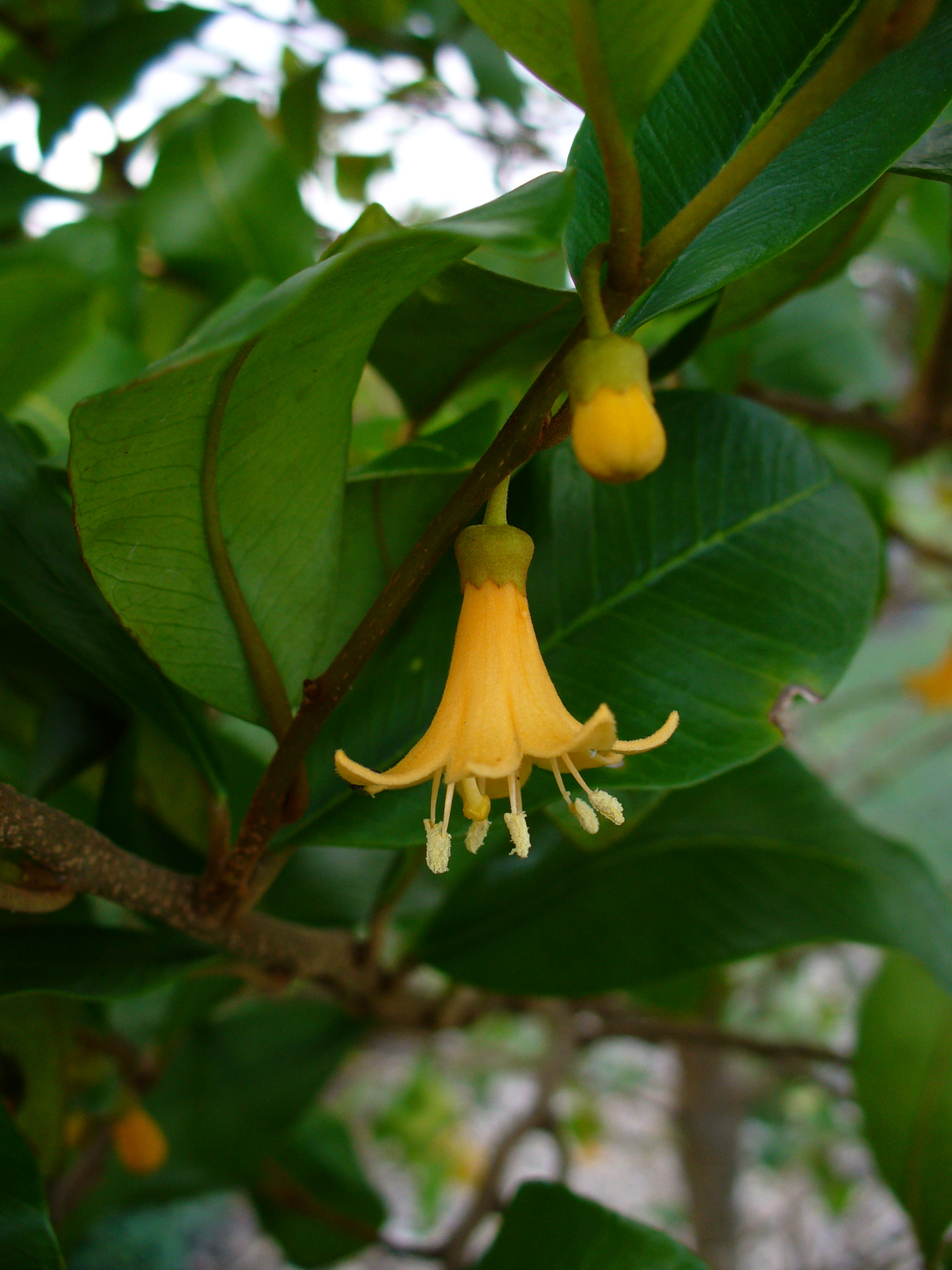
꽃
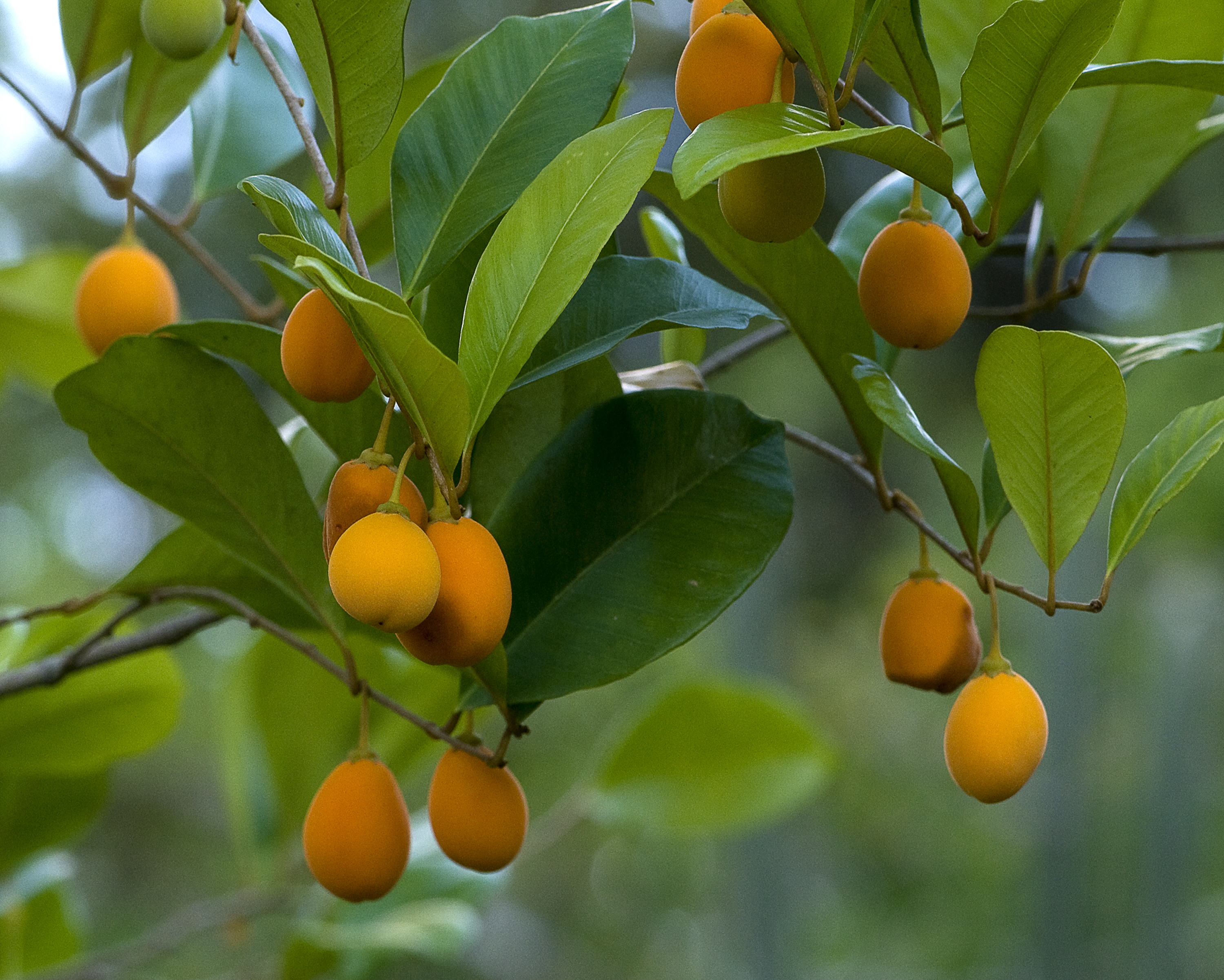
열매